# فوزي الجنيدي
فوزي محمد الجنيدي هو فتى فلسطيني من مدينة الخليل، عمره 16 عام عندما قامت قوات من الجيش الإسرائيلي قدر عددها بكتيبة (23 جندي) باعتقاله والإحاطة به من كل جانب، إضافةً إلى قيام الجنود بعصب عينيه وضربه والتنكيل به بالأسلحة والأحذية تمت عملية الاعتقال في منطقة باب الزاوية في مدينة الخليل جنوب الضفة الغربية عندما كان الطفل فوزي يمر بمقربة من مواجهات واحتجاجات على قرار الرئيس الأمريكي دونالد ترامب الاعتراف بالقدس عاصمة إسرائيل في منطقة شارع التفاح في مدينة الخليل ضد الجنود الإسرائيليين، حيث قام بتصوير الحادثة المصور الصحافي عبد الحفيظ الهشلمون لتنتشر الصورة كالنار في الهشيم في وسائل الإعلام العالمية ومواقع التواصل الاجتماعي.

## إطلاق سراحه
قامَ مُحامي الدفاع بمطالبة المَحكمة العسكرية الإسرائيلية بالإفراج الفوري عنه، فقررت المحكمة الإفراج عنه بكفالة مالية وقدرها 10 آلاف شيكل، ولكن في 24 ديسمبر 2017 رفضت النيابة العسكرية الإسرائيلية في إطلاق سراح فوزي الجنيدي بكفالةٍ مالية وقدرها 10 آلاف شيكل، حيثُ امهلت المحكمة العسكرية الإسرائيلية النيابة 48 ساعة لتقديم اعتراضٍ على الكفالة.